# 전국한자능력검정시험
전국한자능력검정시험(全國漢字能力檢定試驗)은 한국어의 많은 부분을 차지하고 있는 한자어의 깊고 바른 이해와, 전통 문화의 계승, 한중일 한자문화권에서의 바른 정체성 확립을 목표로, 한자에 대한 관심을 확산·심화시키기 위해 한국어문회가 주관하고 한국한자능력검정회가 시행하는 종합적인 한자 능력 측정 시험이다.

## 시험 시간
- 4급·5급·6급·7급·8급 : 50분
- 2급·3급 : 60분
- 1급 : 90분
- 특급 : 100분

## 급수 배경

### 교육급수
- 8급 : 미취학생 또는 초등학생의 학습동기 부여를 위한 급수 (상용한자 50자,쓰기 50자)
- 7급 : 한자 공부를 처음 시작하는 분을 위한 급수 (상용한자 150자,쓰기 150자)
- 6급 : 기초 한자 쓰기를 시작하는 급수 (상용한자 300자, 쓰기 300자)
- 5급 : 학습용 한자 쓰기를 시작하는 급수 (상용한자 500자, 쓰기 500자)
- 4급 : 초급에서 중급으로 올라가는 급수 (상용한자 1000자, 쓰기 1000자)

### 공인급수
- 3급 : 고급 상용한자 활용의 중급 단계 (상용한자 1817자-교육부 1800자 모두 포함, 쓰기 2005자)
- 2급 : 상용한자를 활용하는 것은 물론 인명지명용 기초한자 활용 단계 (상용한자+인명지명용 한자 도합 2355자)
- 1급 : 국한혼용 고전을 불편 없이 읽고, 연구할 수 있는 수준 초급 (상용한자+준상용한자 도합 3500자,)
- 특급 : 국한혼용 고전을 불편 없이 읽고, 연구할 수 있는 수준 고급 (한중 고전 추출한자 도합 5978자,)

## 출제 문항
| 출제 내용      | 8급 | 준7급 | 7급 | 준6급 | 6급 | 준5급 | 5급 | 준4급 | 4급 | 준3급 | 3급 | 2급 | 1급 | 준특급 | 특급 |
| -------------- | --- | ----- | --- | ----- | --- | ----- | --- | ----- | --- | ----- | --- | --- | --- | ------ | ---- |
| 독음           | 24  | 22    | 32  | 32    | 33  | 35    | 35  | 35    | 32  | 45    | 45  | 45  | 50  | 45     | 45   |
| 훈음           | 24  | 30    | 30  | 29    | 22  | 23    | 23  | 22    | 22  | 27    | 27  | 27  | 32  | 27     | 27   |
| 장단음         | 0   | 0     | 0   | 0     | 0   | 0     | 0   | 0     | 3   | 5     | 5   | 5   | 10  | 10     | 10   |
| 반의어(상대어) | 0   | 2     | 2   | 2     | 3   | 3     | 3   | 3     | 3   | 10    | 10  | 10  | 10  | 10     | 10   |
| 완성형(성어)   | 0   | 2     | 2   | 2     | 3   | 4     | 4   | 5     | 5   | 10    | 10  | 10  | 15  | 10     | 10   |
| 부수           | 0   | 0     | 0   | 0     | 0   | 0     | 0   | 3     | 3   | 5     | 5   | 5   | 10  | 10     | 10   |
| 동의어(유의어) | 0   | 0     | 0   | 0     | 2   | 3     | 3   | 3     | 3   | 5     | 5   | 5   | 10  | 10     | 10   |
| 동음이의어     | 0   | 0     | 0   | 0     | 2   | 3     | 3   | 3     | 3   | 5     | 5   | 5   | 10  | 10     | 10   |
| 뜻풀이         | 0   | 2     | 2   | 2     | 2   | 3     | 3   | 3     | 3   | 5     | 5   | 5   | 10  | 5      | 5    |
| 약자           | 0   | 0     | 0   | 0     | 0   | 3     | 3   | 3     | 3   | 3     | 3   | 3   | 3   | 3      | 3    |
| 한자 쓰기      | 0   | 0     | 0   | 10    | 20  | 20    | 20  | 20    | 20  | 30    | 30  | 30  | 40  | 40     | 40   |
| 필순           | 2   | 2     | 2   | 3     | 3   | 3     | 3   | 0     | 0   | 0     | 0   | 0   | 0   | 0      | 0    |
| 한문           | 0   | 0     | 0   | 0     | 0   | 0     | 0   | 0     | 0   | 0     | 0   | 0   | 0   | 20     | 20   |
| 총 문항        | 50  | 60    | 70  | 80    | 90  | 100   | 100 | 100   | 100 | 150   | 150 | 150 | 200 | 200    | 200  |
| 합격 기준      | 35  | 42    | 49  | 56    | 63  | 70    | 70  | 70    | 70  | 105   | 105 | 105 | 160 | 160    | 160  |

## 우대 사항
아래와 같은 효력이 있다.
- 자격기본법 제27조에 의거 국가자격 취득자와 동등한 대우 및 혜택을 받고, 교육인적자원부 훈령 제616호 "학생생활기록부 전산처리 및 관리지침"에 의거 학교생활기록부에 등재, 입시에 활용된다.
- 경제5단체, 신입사원 채용 때 전국한자능력검정시험 응시 권고(6급 응시요건, 6급 이상 가산점)하고 있다.
- 2005학년도 대학수학능력시험부터 한문 과목이 선택과목으로 채택되었다.
- 육군간부 승진 고과에 반영된다.(대위-대령/ 군무원 7급-4급:6급이상, 준·부사관/군무원3급-1급:5급이상)
- 대학교에 따라 학점, 졸업인증에 반영된다.

## 같이 보기
- 상공회의소한자 (대한상공회의소 시행)
- 한자급수자격검정[깨진 링크(과거 내용 찾기)] (대한검정회 시행)